# وزارة الأراضي والبنية التحتية والنقل (كوريا الجنوبية)

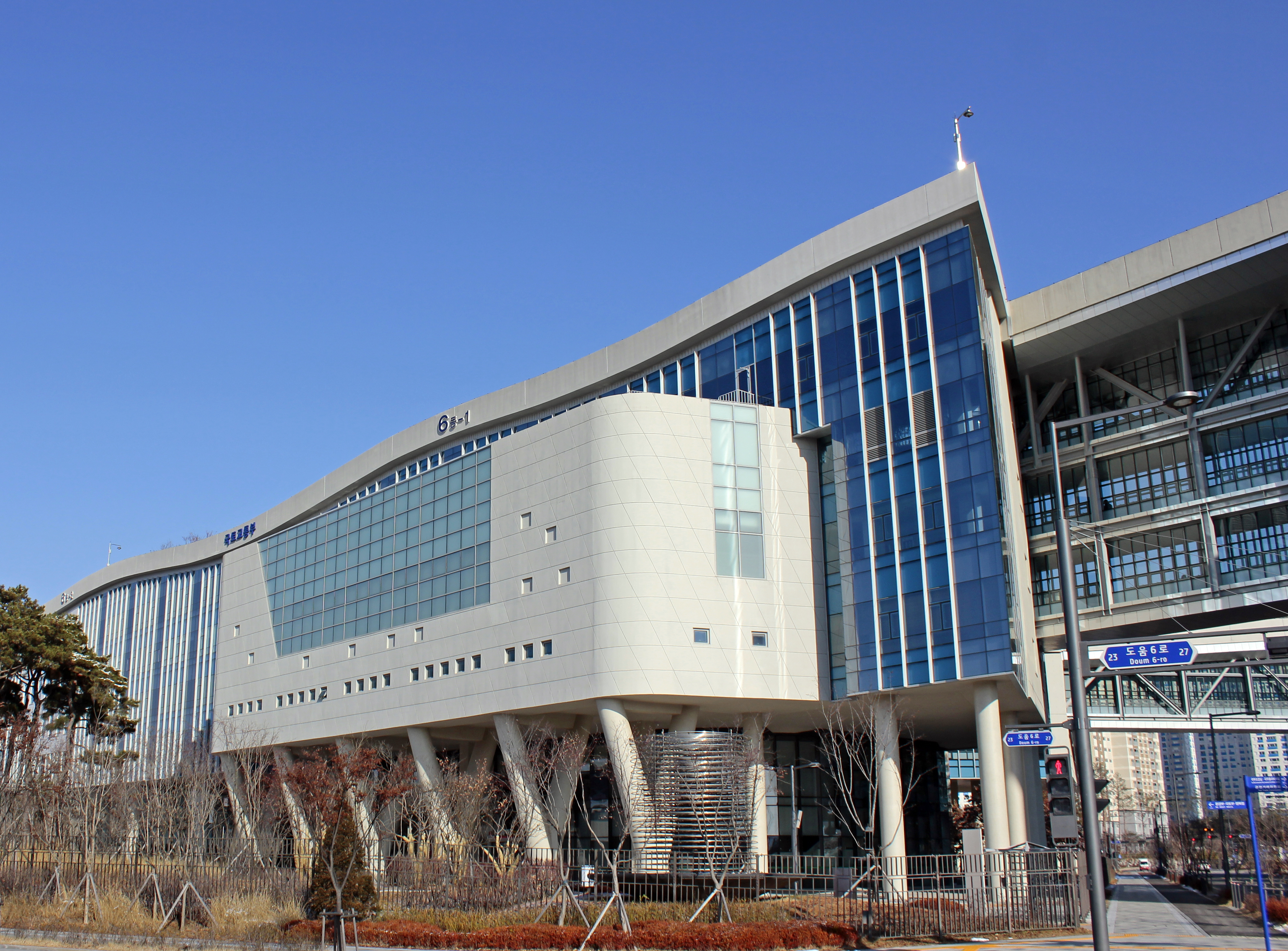
المقر الرئيسي في مدينة سيجونغ

وزارة الأراضي والبنية التحتية والنقل (بالكورية: 대한민국 국토교통부)‏ هي وزارة في حكومة كوريا الجنوبية يقع مقرها الرئيسي في مدينة سيجونغ. كانت الوزارة في الأصل وزارة البناء والنقل. لكن تم دمج وزارة الشؤون البحرية والثروة السمكية في وكالة البناء والنقل.

## وصلات خارجية
- وزارة الأراضي والبنية التحتية والنقل
- وزارة الأراضي والبنية التحتية والنقل باللغة الكورية